# Gorky Zero: Beyond Honor
Gorky Zero: Beyond Honor (пол. Gorky Zero: Fabryka niewolników) — компьютерная игра в жанре шутер, разработанная польской компанией Metropolis Software и выпущенная JoWooD Productions для Microsoft Windows в 2003 году. Является приквелом к игре Gorky 17.
В России игра была выпущена компанией Руссобит-М 24 октября 2003 года под названием «Горький Зеро: Фабрика рабов».
В 2005 году вышло её продолжение — Aurora Watching: Gorky Zero.

## Игровой процесс
Как и в других шутерах, игроку противостоят компьютерные противники, использующие огнестрельное оружие. У главного героя есть специальный инвентарь: сигнальное устройство, газовые ловушки и другие предметы.

## Сюжет
Развал СССР помог Ивану Трофимову продолжить начатое им производство зомби — людей, лишенных воли и готовых подчиниться любому приказу. Переехав на Украину, он организовал секту «Братство Спасения», объявил себя Богом, после чего пал от рук неизвестных убийц.
Но на этом история не закончилась. Как стало известно руководству Отдела Специальных Операций, смерть Трофимова не остановила преступные исследования. Американские шпионы обнаружили лабораторию, в которой полным ходом шло создание «человека новой формации». Лучший оперативник Коул Салливан получает задание уничтожить этот объект.

## Рецензии
| Сводный рейтинг       | Сводный рейтинг    |
| Агрегатор             | Оценка             |
| --------------------- | ------------------ |
| GameRankings          | 41,90 %            |
| Metacritic            | 43/100 (8 обзоров) |
| MobyRank              | 50/100             |
| Русскоязычные издания |                    |
| Издание               | Оценка             |
| Absolute Games        | 60 %               |
| «Домашний ПК»         | [ 5 ]              |

Российский портал игр Absolute Games поставил игре 60 %. Обозреватель отметил однообразие игровых уровней и монотонность игрового процесса. Вердикт: «Пресноватый и даже скучный проект, который не может тягаться ни с „орденоносной“ Splinter Cell, ни со стародавней Thief. Однообразные коридоры, безмозглые враги и еще ворох несуразиц раздражают и утомляют. Муторная зачистка местности составляет основу геймплея. На столь безрадостном фоне редкие находки сияют ярким неземным светом: перехваченное письмо одного из сотрудников к своей жене, нож, воткнутый в горло задремавшего на посту часового, общение с „электронным кладовщиком“… Атмосферно. Остается утешать себя мыслью, что работа диверсанта (да и многие другие виды профессиональной деятельности) — по большей части рутина».